# Graydidascalus brachyurus
El loro colicorto o curica verde (Graydidascalus brachyurus) es una especie de cotorra sudamericana autóctona de las selvas amazónicas. Se distribuye desde Ecuador y Perú hasta la Guayana Francesa, a través de la Amazonía colombiana y brasileña.
Esta especie, la única del género Graydidascalus, está emparentada con el loro cariamarillo (Alipiopsitta xanthops), especie propia de Bolivia y Brasil.